# Are You Coming?
「Are You Coming?」（アー ユー カミング）は、WANIMAの1作目のフル・アルバム。2015年11月4日にPIZZA OF DEATH RECORDSから発売された。

## 概要
- 自身初のフル・アルバム[注 1]。
- アルバムのコンセプトはKENTA曰く、「とにかく3人が好きって思える曲を集めた。」[3]。
- 第8回CDショップ大賞2016準大賞受賞作品。
- CDは通常盤の1形態で発売。

## 収録曲
- M-6,9を除き、全曲作詞：KENTA　作曲・編曲：WANIMA

1. ここから - [1:13]
メッセージ性が強く、短い曲。曲の長さが前作の1曲目のHay Ladyと同じになったのは狙ったわけではないだそう[4]。
2. 夏の面影 - [2:36]
もともとシングル候補だった。しかし、夏を思い出す感じになるようにしたいという理由から今作に収録された。イントロはKENTAが遅刻したためKO-SHINとFUJIで作曲[4]。
3. いつもの流れ - [2:43]
KENTAが歌舞伎町を歩きながら東京の街並みを見て、そのまま歌詞にした曲。そのため、ヘイトな部分が多々みられる[4]。
4. Japanese Pride - [2:19]
テーマは日本人。新しいサウンドを出すのに苦労したそう。歌詞に出てくるHi-STANDARDはリスペクト。また、Cメロの歌詞はKENTAの実体験[5]。
5. SLOW - [3:43]
ゆったりしたサーフミュージックのような雰囲気が特徴的。舞台は環7を通って向かう東京の海。
6. TRACE - [4:10]
作詞・作曲：KENTA　編曲：WANIMA
  - 1stシングルの4曲目
  - スペースシャワーTV2015年8月度『POWER PUSH』
7. 1CHANCE - [2:44]
インディーズ時代から存在していた曲。今作に向けて再録され、オルガンを使用したアレンジとなった。
8. リベンジ - [3:08]
もともと今作にいれる予定がなかった曲。KENTA曰く、「ライブでお客さんとのやりとりをイメージした」[6]。
9. いいから - [3:17]
作詞・作曲：KENTA　編曲：WANIMA
  - 1stシングルの2曲目
10. Hey yo... - [4:54]
11. エル - [3:46]
12. THANX - [3:42]
WANIMAの前身バンド「HANIMA」の時から存在していた曲。KENTA曰く、「何か新しいことを始める人に届いて欲しい曲」[7]。
  - 北海道日本ハムファイターズの福島蓮投手の登場曲
13. また逢える日まで - [2:50]

## 演奏
- サイトウ“JxJx”ジュン (YOUR SONG IS GOOD)：Special Guest Keyboards
- 横山健 (Hi-STANDARD / BBQ CHICKENS)、スケロク (MINAMI NiNE)、生ハゲ子、浦嶋あべこ：Special Chorus